# بال‌فنجانی‌ها
بال‌فنجانی‌ها (نام علمی: Pnoepyga) نام یک سرده از راسته گنجشک‌سانان است.